# غرطر أحمر النقط
غرطر أحمر النقط (الاسم العلمي:Thamnophis rufipunctatus) (بالإنجليزية: narrow-headed garter snake)‏ هو نوع من الزواحف يتبع جنس الغرطر من فصيلة الأحناش.